# Robert II de Tàrent
Robert II de Tàrent (1315-10 de setembre del 1364) de la primera dinastia Capet d'Anjou-Sicília, fou príncep de Tàrent (1332-1346), rei d'Albània (1332-1364), príncep d'Acaia (1333-1346) i rei pretendent a l'Imperi Llatí (1346-1364).
Era el fill major supervivent del príncep Felip I de Tàrent i de Caterina de Valois-Courtenay.
El 1333 bescanvià amb el seu oncle, Joan I de Gravina, els drets sobre el Regne d'Albània pels drets sobre el Principat d'Acaia, que havia heretat del seu pare. Degut a la seva minoria d'edat, l'autoritat efectiva en fou la seva mare, Caterina, fins a la mort d'aquesta el 1346. Aleshores Robert II de Tàrent heretà els drets sobre l'extint Imperi Llatí i fou reconeguda la seva sobirania pels Estats croats de Grècia. Però la seva base real de poder radicava en el Principat d'Acaia.

## Matrimoni i descendència
El 9 de setembre del 1347 es casà a Nàpols amb Maria de Borbó, filla de Lluís I de Borbó. Maria de Borbó era vídua de Guiu de Lusignan, qui havia estat conestable de Xipre i príncep de Galilea. Robert II de Tàrent morí a Nàpols i allí fou enterrat. Després de la seva mort, la seva muller Maria de Borbó intentà mantenir el Principat d'Acaia sota el seu poder per tal de fer-ne hereu un fill seu d'un anterior matrimoni, però el successor legítim en fou Felip II de Tàrent, germà petit de Robert II de Tàrent.